# Hydroeciodes piacularis
Hydroeciodes piacularis är en fjärilsart som beskrevs av Max Wilhelm Karl Draudt 1924. Hydroeciodes piacularis ingår i släktet Hydroeciodes och familjen nattflyn. Inga underarter finns listade i Catalogue of Life.